# Giao hưởng số 3 (Mahler)

Giao hưởng số 3, cung Rê thứ là bản giao hưởng của nhà soạn nhạc người Áo Gustav Mahler. Ông viết tác phẩm này vào năm 1896. Tham gia biểu diễn bản giao hưởng này gồm có đơn ca, hợp xướng nữ, hợp xướng thiếu nhi và dàn nhạc giao hưởng. Đây là bản giao hưởng dài nhất mà ông đã sáng tác, cũng là bản giao hưởng dài nhất trong lịch sử nhạc cổ điển. Thời gian để biểu diễn hoàn chỉnh tác phẩm này lên tới từ 90 đến 100 phút, tức là nếu ai để ý sẽ thấy bản giao hưởng này có thời lượng gấp đôi, thậm chí gấp ba các bản giao hưởng khác (Lấy ví dụ là bản giao hưởng số 40 của Wolfgang Amadeus Mozart cũng chỉ kéo dài có đến hơn 26 phút). Sở dĩ như vậy vì tác phẩm này có đến 6 chương, được chia thành 2 phần. Nếu tính toán tiếp, số chương của tác phẩm này đã gấp 1,5 đến 2, thậm chí đến hơn thế các bản giao hưởng khác (Ví dụ tiếp theo là bản giao hưởng số 5 của Jean Sibelius cũng chỉ có 3 chương, thậm chí bản số 7 của ông chỉ có 1 chương duy nhất). Những điều đó đủ thấy bản giao hưởng số 3 của Mahler này đồ sộ như thế nào.

## Âm thanh
| Giao hưởng số 3 của Mahler, chương 1, khúc solo của kèn trombone |  |
|                                                                  |  |
|                                                                  |  |